# Meunasah Kumbang (Lhoksukon)
Meunasah Kumbang is een bestuurslaag in het regentschap Aceh Utara van de provincie Atjeh, Indonesië. Meunasah Kumbang telt 604 inwoners (volkstelling 2010).